# Verklemmt/Be Thankful
Verklemmt / Be Thankful è un singolo in vinile (7") pubblicato da Foetus per promuovere il suo album Gash. Sul lato A è presente la canzone "Verklemmt", tratta proprio da Gash (oltre che dall'EP Null), mentre sul lato B c'è la canzone "Be Thankful", tratta da Null. 
Il singolo è stato distribuito in edizione limitata; solo 1 000 copie, infatti, vennero prodotte.

## Track list
1. Verklemmt – 4:45
2. Be Thankful – 4:50

## Formazione
- J. G. Thirlwell - Performance, produzione, composizioni, arrangiamenti, direzione artistica